# Peixe-faca-africano
Peixe-faca-africano (Xenomystus nigri), ou peixe-faca-negro, é a única espécie do gênero Xenomystus, da família Notopteridae. O peixe habita regiões costeiras da Serra Leoa, da Libéria, do Togo, de Benin e de Camarões. E também pode ser encontrado no Chade, no Nilo, no Congo e no Niger.

## Anatomia e aparência
Podendo chegar a 30 centímetros (ou 12 polegadas) de comprimento. Seu corpo é incomum, possui ventre achatado e alongado na lateral, ganhando aparência de uma lâmina de faca. As barbatanas caudal e anal são juntas, indo da abertura branquial até a extremidade do corpo, criando uma barbatana uniforme, semelhante a uma saia. Seu apêndice o faz realizar movimentos para frente a para trás, ganhando mais controle no nado e gastando menos energia. As barbatanas ventrais são bastante reduzidas e não são usadas para se locomover. O peixe-faca africano não possui barbatanas dorsais. As barbatanas peitorais são longas e também auxiliam no nado, elas executam um movimento que lembra o giro de um moinho de vento, em conjunto com as barbatanas caudal e anal, essa técnica é usada pelo peixe para sair de seu abrigo.
As escamas do peixe-faca são muito pequenas, dando ao peixe uma aparência suave, por conta de suas linhas laterais de aspecto ‘‘nobre’’. Sem contar com seus olhos, a linha lateral é o instrumento mais importante, servindo como um sensor para o animal. O peixe-faca africano tem hábitos noturnos, e em seu corpo há a presença de nervos que o guiam pelas águas escuras. Além disso, os olhos desse peixe são grandes em relação ao tamanho de seu corpo, possibilitando, assim, uma visão noturna excelente.
Sua boca é grande, e ele também possui um par de ‘‘bigodinhos,’’ que ficam próximos a sua boca, usados na hora de caçar. O peixe-faca, quando não está escondido em algum lugar, gasta muito do seu tempo nadando de cabeça para baixo com seus ‘‘bigodes’’ próximos do solo aquático, combinando com a boa visão, torna-se uma boa tática para achar alimento.

## Ecologia
O peixe prefere águas calmas com vegetação. As fêmeas põem de 150 a 200 ovos de dois milimetros de diâmetro cada. Essa espécies de peixe produz sons que lembram ‘‘latidos.’’ De tempos em tempos, o peixe-faca vai a superfície para respirar. Eles alimentam-se ao entardecer e principalmente à noite, arranjando vermes, crustáceos, insetos e caramujos.

## Ornamental
O peixe-faca é bastante apreciado pelos criadores de peixes ornamentais, sendo criado em aquários há um bom tempo. Por conta de seus hábitos preferencialmente noturnos, é preciso que haja pouca ou nenhuma luz no aquário. Quando crescem, eles começam a procurar parceiras.

## Comportamento
Esse peixe relaciona-se bem com outros indivíduos quando jovem, porém quando mais velho ele tende a ser agressivo até com os da mesma espécie. Mas o peixe-faca africano não é tão agressivo quanto outros tipos de peixe-faca, citando o ituí-cavalo, mas ambos precisam de no mínimo 280 litros para cada indivíduo. E diferentemente do ituí-cavalo, o peixe-faca africano dá-se bem com comida de peixe de aquário, brigando com outros peixes para conseguir a comida.